# 30
30 (XXX) je bilo navadno leto, ki se je po julijanskem koledarju začelo na nedeljo.

## Dogodki
- 1. januar
- Rimljani ustanovijo belgijsko mesto Tournai

## Rojstva
- 8. november - Nerva, rimski cesar
- Quintus Petillius Cerialis, Vespazijanov svak

## Smrti
- 7. april -

Juda Iškarijot
Jezus Kristus